# Archibald Cochrane (Royal Navy)
Pour les articles homonymes, voir Archibald Cochrane et Cochrane.
Archibald Cochrane (né en 1783 et décédé le 6 août 1829 à Paris) est un officier de la Royal Navy, fils d'Archibald Cochrane et frère de Thomas Cochrane.

## Biographie
Archibald Cochrane est le troisième fils d'Archibald Cochrane et de sa première épouse Anna Gilchrist. Son frère aîné et héritier du titre fait carrière dans la Navy, tandis que le second William Erskine Cochrane fait carrière dans l'armée britannique. Dès 1799, il est envoyé servir aux côtés de son frère Thomas Cochrane sur les vaisseaux amiraux successifs de George Keith Elphinstone (« Lord Keith »), la HMS Foudroyant puis la HMS Barfleur. Il participe ainsi alors à la bataille du convoi de Malte du 18 février 1800 et à la capture du vaisseau de ligne français le Généreux qu'il est chargé de convoyer jusqu'à la base britannique de Mahón, sous les ordres de son frère. Ils s'illustrent lors de cette mission, réussissant à amener à bon port un navire très endommagé par gros temps. Cela vaut à Thomas Cochrane son propre commandement, celui du brick Speedy. Archibald le suit à nouveau. Il participe ainsi aux nombreuses victoires de son aîné, dont lors du Combat de la Speedy et du Gamo. Le 3 juillet 1801, la brillante carrière de la Speedy (en treize mois : capture de 53 navires, 122 canons et 534 prisonniers) se termine quand elle rencontre trois vaisseaux de ligne français commandés par l'amiral Charles Alexandre Léon Durand de Linois.
Capturé par les Français, puis libéré, Archibald Cochrane reprend du service en 1804, à bord de la HMS Victor, stationnée en Indonésie. En 1807, il a son propre commandement, celui de la frégate HMS Fox avec laquelle il participe au raid sur le port néerlandais de Griessie (en) sur l'île de Java. Il revient en Grande-Bretagne en 1811 et prend sa retraite de la Navy, s'installant avec sa femme à Sunderland.
Le 11 janvier 1812, il épouse Hannah Jane Mowbray avec qui il a cinq enfants : Caroline Elizabeth Cochrane Cochrane (1814-1861), Robert Alexander Cochrane (1816-1907), Basil Edward Arthur Cochrane (1817-1895), Archibald Hamilton Cochrane (1819-1907), Arthur Mowbray Cochrane (1826-1907).
Il est enterré à Paris, au Cimetière du Père Lachaise (39ème Division), non loin de son père.

## Sources
- Biographie sur le site The Peerage
- (en) « Obituary », The Gentleman's Magazine, vol. CI,‎ july to december 1831, p. 173 (lire en ligne) Consulté le 1er octobre 2009

- (en) Cet article est partiellement ou en totalité issu de l’article de Wikipédia en anglais intitulé « Archibald Cochrane (Royal Navy officer) » (voir la liste des auteurs).